# Кийко, Игорь Анатольевич
Игорь Анатольевич Кийко (22 декабря 1931, Макеевка — 26 июня 2015, Москва) — советский и российский учёный-механик. Доктор физико-математических наук, профессор, заведующий кафедрой теории упругости Московского государственного университета имени М. В. Ломоносова. Заслуженный деятель науки Российской Федерации.

## Биография
Окончил механико-математический факультет МГУ в 1954 году, однокурсниками были В. В. Белецкий, А. А. Боровков, А. Г. Витушкин, А. А. Гончар, Е. А. Девянин, У. А. Джолдасбеков, А. П. Ершов, А. М. Ильин, В. Д. Клюшников, М. Л. Лидов, В. В. Лунёв, Р. А. Минлос, И. В. Новожилов, Н. А. Парусников, Г. С. Росляков, С. А. Шестериков. В 1957 году окончил аспирантуру там же. С июля 1957 года работал в Московском университете.
В 1958 году защитил диссертацию на соискание учёной степени кандидат физико-математических наук на тему «Некоторые осесимметричные задачи обработки металлов давлением».
Работал в Институте механики МГУ, 1962—1980 годы, заведующий лабораторией и начальник сектора.
В 1965 году защитил диссертацию на соискание учёной степени доктор физико-математических наук на тему «Теория пластического течения в тонком слое металла». Профессор (1969). Заведующий кафедрой Теории упругости МГУ (1998—2015).
Преподавал также в МАМИ, заведующий кафедрой высшей математики с 1980 года по 2001 год.

## Научные интересы
- Теория вязкопластических течений, пластическое течение металлов, волны в сплошных средах, прочность элементов конструкций при динамических нагружениях, колебания и устойчивость пластин и оболочек в потоке газа.
- В теории сверхзвукового панельного флаттера упругих и вязкоупругих пластин и оболочек предложил новые уточнённые постановки начально-краевых задач. Для исследования флаттера пластин и пологих оболочек разработал эффективный численно-аналитический метод, на основе которого решен широкий класс новых задач и обнаружены новые механические эффекты. Разъяснил парадокс о независимости критической скорости флаттера вязкоупругой пластины от вязких свойств материала. Разработал математический аппарат для исследования задачи о сверхзвуковом флаттере цилиндрических и конических оболочек.

Подготовил 9 докторов и более 40 кандидатов наук.

## Публикации
И. А. Кийко является автором 11 монографий и более 130 научных статей. Ниже приведены основные из них.
- Вязко-пластическое течение материалов. Части I, II / Под ред. И. А. Кийко. — М.: МГУ, 2003.
- Кийко И. А., Завойчинская Э. Б.  Введение в теорию процессов разрушения твердых тел. — М.: МГУ, 2004. — 168 с.
- Кийко И. А., Огибалов П. М.  Очерки по механике высоких параметров. — М.: МГУ, 1966. — 272 с.[8]
- Кийко И. А., Огибалов П. М.  Поведение вещества под давлением. — М.: МГУ, 1962. — 154 с.[9]
- Кийко И. А., Алгазин С. Д.  Флаттер пластин и оболочек. — М.: Наука, 2006. — 248 с.
- Кийко И. А.  Теория пластического течения в тонком слое металла. — М.: МГУ, 1971. — 65 с.[10]
- Кийко И. А.  Теория пластического течения. — М.: Изд-во Моск. ун-та, 1978. — 75 c.[11]
- Научные основы прогрессивной техники и технологии (коллектив авторов, 1985)
- Научные основы прогрессивной техники и технологии (коллектив авторов, 1986)
- Ильюшин А. А., Кийко И. А.  Новая постановка задачи о флаттере пологой оболочки // Прикладная математика и механика. — 1994. — Т. 58, вып. 3. — С. 167—171.

## Награды и звания
- Заслуженный деятель науки Российской Федерации (2009)
- Заслуженный профессор Московского университета (2001)[12]